# Круговая задержка
Время приема-передачи (англ. round-trip time, RTT) — это время, затраченное на отправку сигнала, плюс время, которое требуется для подтверждения, что сигнал был получен. Это время задержки, следовательно, состоит из времени передачи сигнала между двумя точками.

## Вычислительные сети
В контексте вычислительных сетей (компьютерных сетей), сигнал это, как правило, пакет данных, а время приема-передачи известно как лаг. Интернет-пользователь может определить время приема-передачи с помощью команды ping.

## Протоколы передачи данных
Сетевые линии связи с высокой пропускной способностью канала и с большим временем приема-передачи могут содержать очень большие объёмы данных (произведение пропускной способности на задержку) «на лету» в любой момент времени. Такие «длинные и широкие трубы» требуют специально разработанных протоколов. Одним из примеров является возможность масштабирования окна TCP.
Первоначально время приёма-задержки оценивалось в TCP как:
RTT = ({\displaystyle \alpha } · Old_RTT) + ((1 − {\displaystyle \alpha }) · New_Round_Trip_Sample)
Где α является постоянным весовым коэффициентом (0 ≤ {\displaystyle \alpha } < 1). Выбор значения α близкому к 1 делает средневзвешенную невосприимчивой к изменениям, которые длятся короткое время (например, один сегмент, который сталкивается с длительной задержкой). Выбор значения {\displaystyle \alpha } близкому к 0 делает средневзвешенную ответную реакцию на изменения в задержке очень быстрой.
Это соотношение было улучшено алгоритмом Якобсона/Карэлса, который также принимает во внимание среднеквадратическое отклонение.
После расчёта нового времени приёма-передачи, оно подставляется в уравнение выше, чтобы получить среднее время приёма-передачи для этого соединения, и процедура продолжается для каждого нового расчёта.